# Janusz Michallik
Janusz Józef Michallik, również Jean  Michallik (ur. 22 kwietnia 1966 w Chorzowie) – polski i amerykański piłkarz, który grał na pozycji obrońcy lub pomocnika.

## Życiorys
Ojciec Krystian był piłkarzem, dwukrotnym reprezentantem Polski. Janusz, zanim z rodzicami wyjechał z kraju, był zawodnikiem Gwardii Warszawa. W Stanach Zjednoczonych grał w szeregu klubów, także w rozgrywkach halowych. Obywatelstwo Stanów Zjednoczonych uzyskał 8 marca 1991. W reprezentacji Stanów Zjednoczonych debiutował w rozegranym 5 maja 1991 spotkaniu z Urugwajem, ostatni raz zagrał w 1994 roku. Łącznie rozegrał 44 spotkania (1 gol), znajdował się w kadrze na zwycięski Złoty Puchar CONCACAF 1991 (zagrał 33 minuty w grupowym meczu z Trynidadem i Tobago) oraz na Puchar Konfederacji w 1992 (zagrał 90 minut w wygranym spotkaniu o III miejsce z drużyną Wybrzeża Kości Słoniowej).
Karierę zakończył w 1998, wcześniej grał w Major League Soccer w barwach Columbus Crew i New England Revolution. Ma na koncie także występy w reprezentacji Stanów Zjednoczonych w futsalu.
Po zakończeniu kariery piłkarskiej został szkoleniowcem oraz komentatorem sportowym współpracującym z telewizją ESPN oraz Kanałem Sportowym. Podczas UEFA Euro 2020 był jednym z ekspertów Telewizji Polskiej. Podczas Mistrzostw Świata w Piłce Nożnej 2022 w Katarze został jednym ze współkomentatorów wybranych meczów w Telewizji Polskiej w parze z Mateuszem Borkiem i Maciejem Iwańskim.